# Eurodólar
Los eurodólares son depósitos denominados en dólares estadounidenses que se mantienen en bancos fuera de los Estados Unidos, y por lo tanto no están bajo la jurisdicción de la Reserva Federal. En consecuencia, estos depósitos están sujetos a una menor regulación que depósitos similares en los Estados Unidos, lo que permite mayores márgenes de ganancia. No hay nada "europeo" sobre los depósitos en eurodólares; un depósito en dólares en Tokio o en Caracas también se considerará un depósito en eurodólares. Tampoco existe ninguna relación con el euro. El término fue acuñado originalmente para los dólares que se encontraban en los bancos de Europa, pero se amplió a lo largo de los años a su definición actual.
De forma más general, "euro" puede utilizarse como prefijo para indicar cualquier moneda en un país donde no es la moneda oficial: por ejemplo, euroyens o incluso euroeuros.

## Historia
Poco a poco, después de la Segunda Guerra Mundial, la cantidad de dólares americanos fuera de los Estados Unidos aumentó enormemente, como consecuencia tanto del Plan Marshall como de las importaciones de los Estados Unidos, que se había convertido en el mercado consumidor más grande después de la Segunda Guerra Mundial.
Como consecuencia, enormes sumas de dólares se encontraban bajo la custodia de los bancos extranjeros fuera de los Estados Unidos. Algunos países extranjeros, incluida la Unión Soviética, también tenían depósitos en dólares en los bancos norteamericanos, concedidos en certificados.
Durante el período de la Guerra Fría, especialmente después de la invasión de Hungría en 1956, la Unión Soviética temió que sus depósitos en los bancos americanos fueran congelados en represalia, por lo que decidió trasladar algunos de sus bienes al Moscow Narodny Bank, de propiedad soviética con directiva y jurisprudencia británica. El banco británico depositó entonces el dinero en los bancos de Estados Unidos. No había ninguna posibilidad de confiscar ese dinero, porque pertenecía al banco británico y no directamente a los soviéticos. El 28 de febrero de 1957, la suma de 800.000 dólares fue transferida, creando el primer depósito en eurodólares. Conocidos inicialmente como "Eurbank dólares" por el télex realizado por el banco, luego llegaron a ser conocidos como "eurodólares" tales depósitos, que se celebraban principalmente por bancos europeos y entidades financieras.
Como consecuencia de los sucesivos déficits comerciales de los Estados Unidos, el mercado del eurodólar se ha ampliado a todo el mundo.

## Los contratos de futuros
El contrato de futuros en eurodólares se refiere a los contratos financieros a futuros sobre la base de estos depósitos, canjeados en la Chicago Mercantile Exchange (CME) de Chicago. Los futuros de eurodólares son una modalidad en la cual las empresas y los bancos pueden mantener un tipo de interés hoy, para el dinero que planean pedir prestado o prestar en el futuro. Cada contrato de la CME a futuro de eurodólares tiene un "valor nominal o teórico" de un millón de dólares, aunque el apalancamiento utilizado en los futuros permite que un contrato sea comercializado con un margen de alrededor de mil dólares. El comercio de futuros en eurodólares es bastante extenso y el mercado para ellos tiende a ser muy líquido. Los precios de los eurodólares son muy sensibles a las políticas de la Reserva Federal, la inflación y los indicadores económicos.
Los precios de los eurodólares del CME son determinados por una previsión del mercado a tres meses utilizando la tasa de interés LIBOR en dólares que se espera que prevalezca a la fecha de su liquidación. El precio de liquidación de un contrato se define en 100,00 menos la fijación oficial que la Asociación de Banqueros Británicos (BBA) realice a la tasa LIBOR a tres meses en la fecha de liquidación del contrato. Por ejemplo, si se establece una LIBOR a tres meses al 5,00% en la fecha de liquidación, el contrato se líquida a un precio de 95,00.

### Cómo funciona el contrato de futuros en eurodólares
Por ejemplo, si en un día determinado, un inversor compra un solo contrato a tres meses a 95,00 (que implica una LIBOR de 5,00%):
- si en el cierre de las actividades de ese día, el precio del contrato asciende a 95,01 (lo que implica una disminución de la tasa LIBOR a 4,99%), 25 dólares serán pagados en la cuenta de margen del inversor, o
- si en el cierre de las actividades de ese día, el precio del contrato se ha reducido a 94,99 (lo que implica un aumento de la tasa LIBOR a 5,01%), 25 dólares se deducirán de la cuenta de margen del inversor.

La fecha de liquidación no es diferente de cualquier otra fecha, salvo que el precio de liquidación se determina por la tasa LIBOR real que se estableció para esa fecha en lugar del precio del contrato determinado por el mercado.

### Contrato de futuros en forma de préstamos sintéticos
Un futuro único de eurodólares es similar a un acuerdo de tipo de cambio a futuro para pedir prestado o prestar un millón de dólares durante tres meses a partir de la fecha de liquidación del contrato. Comprar el contrato es equivalente al préstamo de dinero y la venta del contrato en corto es equivalente a pedir dinero prestado.
Considerando la posibilidad de que un inversor accede a prestar un millón de dólares en una fecha determinada por tres meses a un 5,00% anual (calculado sobre una base 30/360), los intereses recibidos durante los tres meses serían de 1 millón de dólares × 5,00% × 90 / 360 = 12.500 dólares.
- Si al día siguiente, el inversor es capaz de prestar dinero desde el mismo comienzo del plazo a 5,01%, podría ganar 1 millón de dólares × 5,01% × 90 / 360 = 12.525 dólares de interés. Dado que el inversor solo está ganando 12.500 dólares de interés, ha perdido 25 dólares como resultado de los movimientos de las tasas de interés.

- Por otra parte, si al día siguiente, el inversor es capaz de prestar dinero desde el mismo comienzo del plazo pero solo a 4,99%, sería capaz de ganar solo 1 millón de dólares × 4,99% × 90 / 360 = 12.475 dólares de interés. Dado que el inversor, de hecho, está ganando 12.500 dólares en intereses, ha ganado 25 dólares como resultado de los movimientos de las tasas de interés.

Esto demuestra la similitud. Sin embargo, el contrato también es diferente de un préstamo en varios aspectos importantes:
- En un préstamo real, los 25 dólares por puntos básicos se ganan o se pierden al final del préstamo de tres meses, no al comienzo. Eso significa que la ganancia o pérdida por el cambio del 0,01% para los tipos de interés a partir de la fecha de inicio del préstamo (es decir, su valor actual) son inferiores a 25 dólares. Por otra parte, el cambio del valor presente por el cambio del 0,01% para la tasa de interés es mayor en los entornos con baja tasa de interés y menor en los entornos de altas tasas de interés. Esto quiere decir que en un préstamo real existe convexidad. Los futuros en eurodólares pagan 25 dólares por el cambio del 0,01% en la tasa de interés sin importar el entorno del tipo de interés, lo que significa que no tienen convexidad. Esta es una de las razones por las cuales los futuros de eurodólares no son un sustituto perfecto para las tasas de interés esperadas. Esta diferencia se puede ajustar en función de la volatilidad implícita de las opciones sobre futuros en eurodólares.

- En un préstamo real, el prestamista toma el riesgo del crédito a un prestatario. En los futuros de eurodólares, el préstamo principal no se desembolsa, por lo que el riesgo del crédito es solo el saldo de la cuenta de margen. Es más: incluso más que un riesgo, es el riesgo de la cámara de compensación, que incluso es considerablemente más bajo que el riesgo de un crédito tipo A sin garantías.

### Otras características de los futuros en eurodólares
40 vencimientos trimestrales y cuatro vencimientos de serie se encuentran enumerados en el contrato de eurodólares. Esto significa que el 1 de enero de 2008, el intercambio listará 40 vencimientos trimestrales (marzo, junio, septiembre y diciembre de 2008 hasta 2017), y también catalogará otras cuatro series (mensuales) de vencimientos (enero, febrero, abril, mayo de 2008). Esto se extiende a los contratos negociables a más de diez años, lo que proporciona una excelente imagen de la forma que tendría la curva de rendimientos. El frente de los contratos mensuales se encuentra entre los contratos a futuros más líquidos del mundo, con disminución de la liquidez en los contratos salientes. El total de intereses abiertos para todos los contratos es de hasta 10 millones.
Los contratos a futuros de eurodólares del CME son utilizados para cubrir la tasa de los swaps. Hay una relación de arbitraje entre la tasa de interés del mercado de los swaps, el mercado de los acuerdos de tipo de cambio a futuro y los contratos de eurodólares. Los eurodólares a futuro del CME pueden ser negociados poniendo en práctica una estrategia extensiva entre los múltiples contratos para aprovechar los movimientos en la curva de las opciones a futuro y así aprovecharse de los precios a futuro de esas tasas de interés.

## Sweeps
En la banca de los Estados Unidos, los eurodólares son una opción popular para lo que se conoce como "sweeps"; es decir, las cuentas de re-inversión de fondos inactivos. Por ley, los bancos no están autorizados a pagar intereses a las cuentas corrientes corporativas. Para dar cabida a las grandes empresas, los bancos pueden transferir de forma automática —hacer "sweeps"— de los fondos de la cuenta corriente de una empresa a una opción de inversión overnight para ganar con rapidez los intereses que devengan esos fondos. Los bancos suelen permitir que estos fondos se re-inviertan en los mercados de fondos mutuos de dinero, o alternativamente pueden ser utilizados para la financiación bancaria con una transferencia a una sucursal de un banco en el exterior.